# Hypsibius janetscheki
Hypsibius janetscheki är en djurart som tillhör fylumet trögkrypare, och som beskrevs av Giuseppe Ramazzotti 1968. Hypsibius janetscheki ingår i släktet Hypsibius och familjen Hypsibiidae. Inga underarter finns listade i Catalogue of Life.